# Троцкий (книга Сервиса)
«Троцкий: биография» (англ. Trotsky: A Biography) — однотомная биография Льва Троцкого, написанная профессором русской истории Оксфордского университета и членом британской академии общественных наук Робертом Сервисом в 2009 году. Работа получила различные оценки: британские и американские СМИ оценили её в целом позитивно, в то время как обзоры в академических журналах подчеркивали фактологические ошибки автора.

## Награды
- A Choice Outstanding Academic Title (2010)
- Duff Cooper Prize (2009)
- An Independent Best History Book (2009)
- A New Yorker Reviewers’ Favorite Nonfiction Book (2009)